# Steinreihe von Lostmarc’h

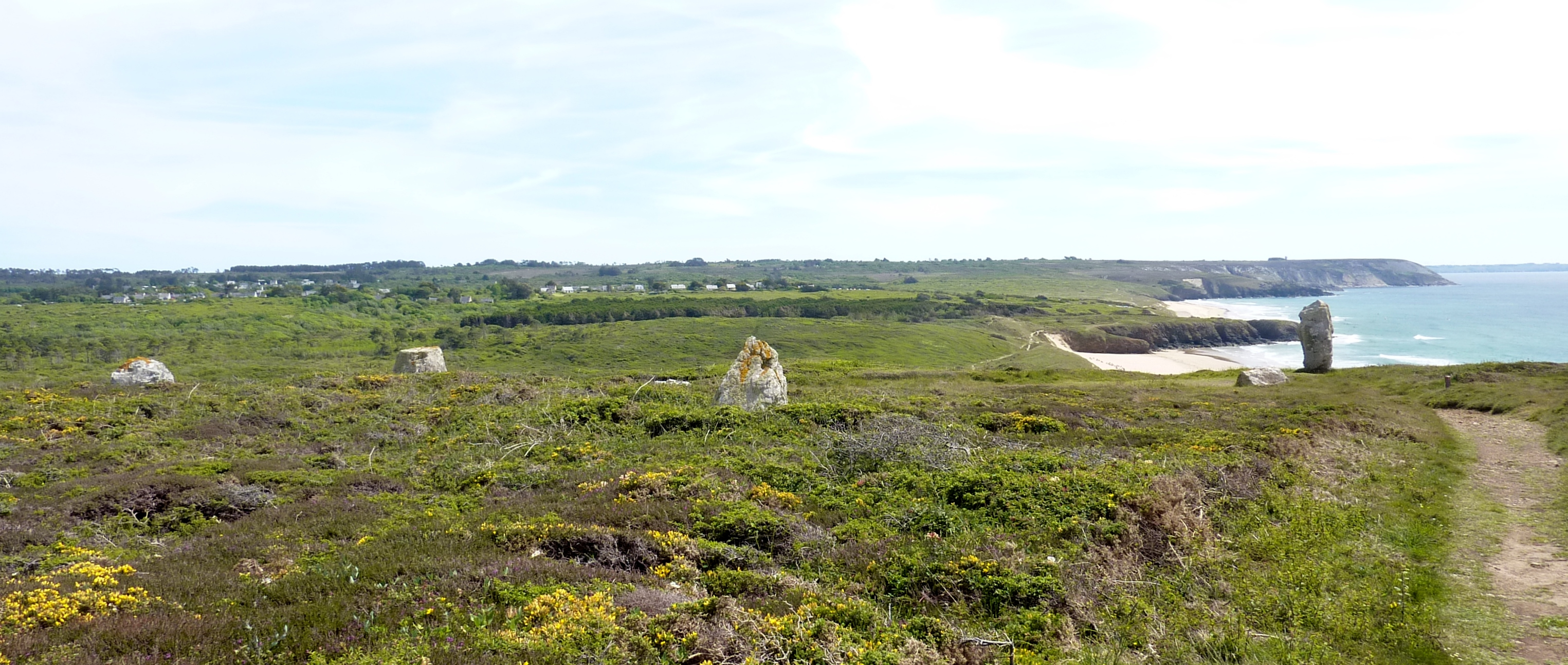
Steinreihe links und Menhir von Lostmarc’h rechts

Die Steinreihe von Lostmarc’h (französisch Alignement de Lostmarc’h) steht an der Pointe de Lostmarc’h bei Crozon auf der Crozon-Halbinsel im Département Finistère in der Bretagne in Frankreich.
Die Halbinsel war einer der Orte, an denen vorgeschichtliche Menschen ihre Heiligtümer errichteten (Dolmen von Rostudel, Dolmen von Pen-ar-Run, Menhir la Républicaine, Steinreihen von Lagatjar). Sie sind dank der Beschreibungen von Christophe Paulin de la Poix de Fréminville, Chevalier de Fréminville (1787–1848) und Jean-Marie Bachelot de La Pylaie (1786–1856) bekannt und bildeten noch um 1830 grandiose Anlagen.
Eine Steinreihe von acht Steinen ist quer über die Landzunge mit Blick auf den Atlantischen Ozean ausgerichtet. Keiner der Steine ist mehr als einen Meter hoch und sie stehen etwa sechs Meter voneinander entfernt. Mehrere umherliegende Steine sind vielleicht Reste anderer Reihen.

## Menhir
Der Menhir von Lostmarc’h steht in der Nähe der Reihe und ist eindeutig mit ihr verwachsen, wenn nicht sogar ein Teil von ihr. Er ist etwa 2,8 Meter hoch und steht in einer beherrschenden Position nahe der Spitze der Landzunge.

Menhir von Lostmarc’h
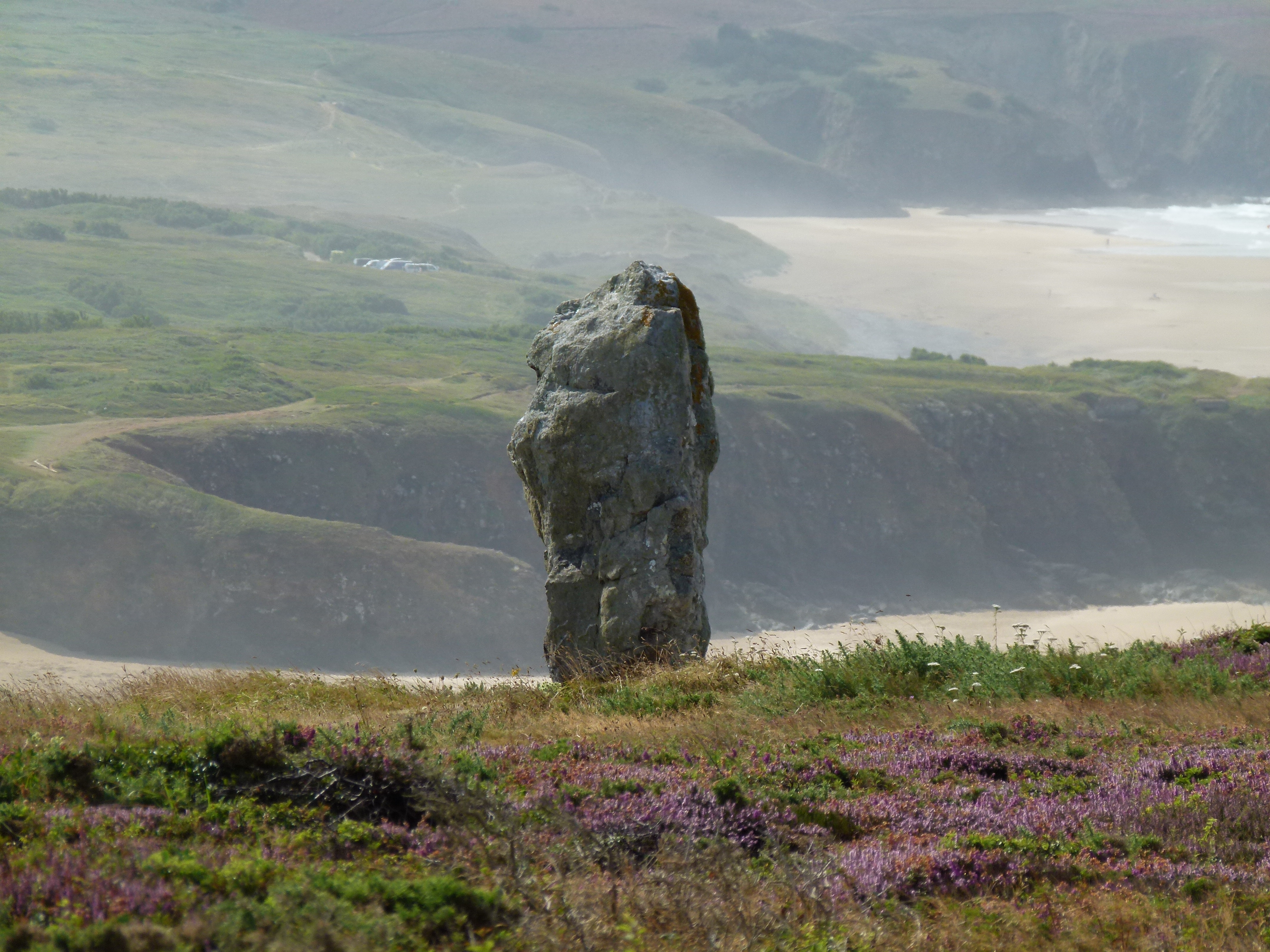
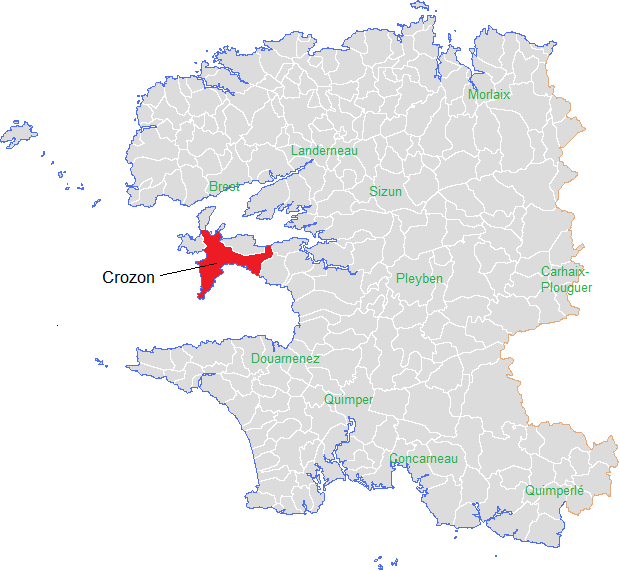
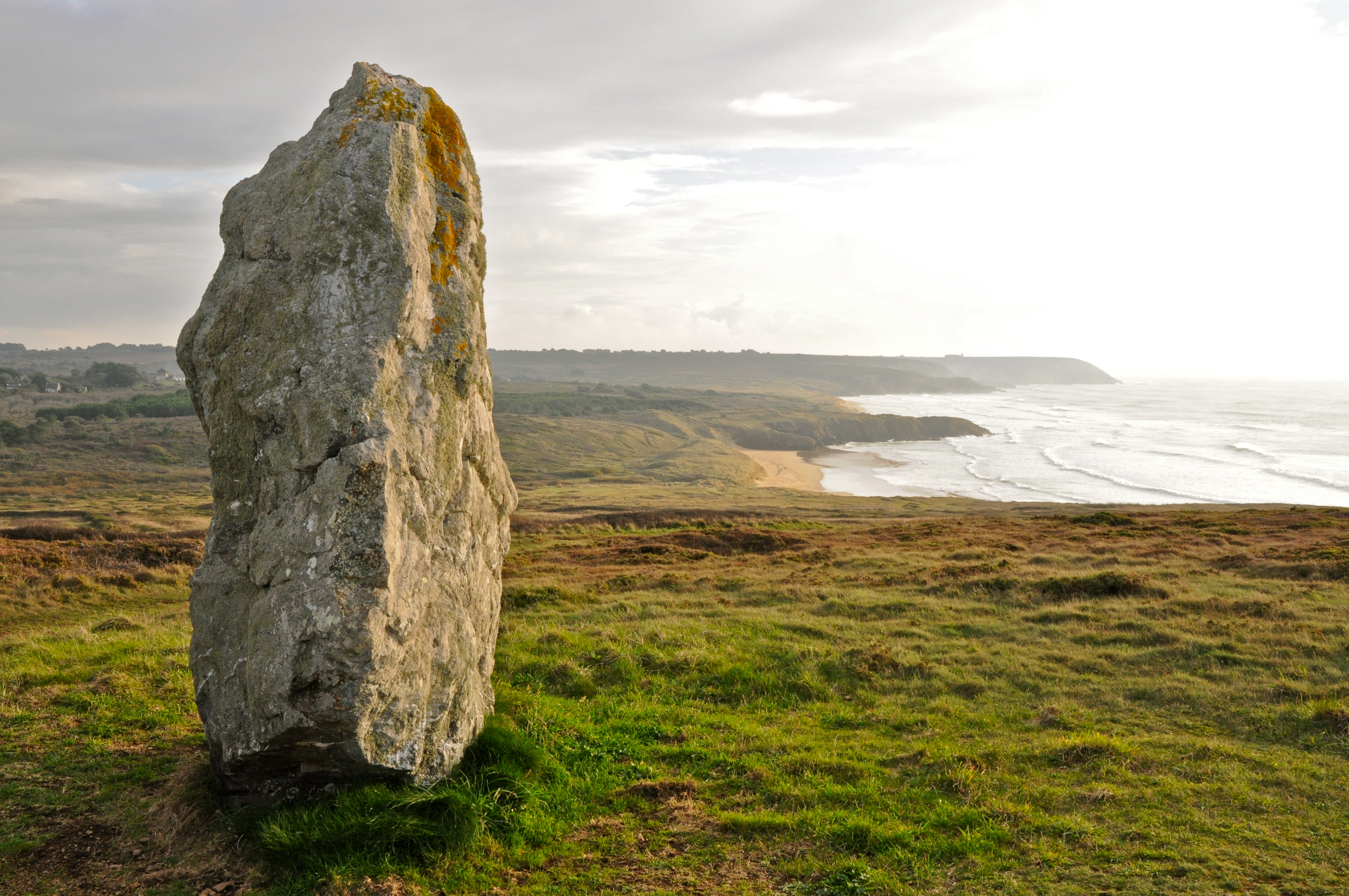

Direkt unterhalb der Landzunge liegt das Vorgebirgsfort an der Pointe de Lostmarc’h.